# Blimp

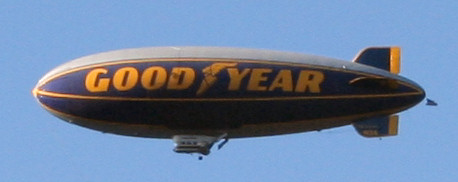
Blimp

Een blimp (ten onrechte ook wel zeppelin genoemd) is een slap luchtschip. In tegenstelling tot de (stijve) zeppelin heeft een blimp geen skelet. De vorm van een blimp ontstaat door overdruk van het gas waarmee hij is gevuld. Naast dit slappe type bestaat er ook een halfslap type, dat geen volledig skelet heeft, maar wel een verstevigde kiel over een groot deel van de onderzijde van de ballon, waaraan de gondel is bevestigd.
De term blimp komt waarschijnlijk van Lt. A.D. Conningham van de Britse Royal Navy in 1915. Er bestaat een vaak terugkerend – maar onjuist – verhaal over de afkomst van de naam. Het zou afkomstig zijn geweest van de Amerikaanse luchtmacht die twee types luchtschepen had, de "A-rigid" en "B-limp". De blimp zou van dit laatste militaire type zijn afgeleid.
Anno 2022 bestaan er nog ongeveer 25 blimps waarvan de helft nog actief is voor reclamedoeleinden.

## Wetenswaardigheden
- Captain Beefheart schreef een nummer met als titel The Blimp.
- Nickelodeon gebruikte tot 2009 een blimp op hun Kids' Choice Awards.